# Oldřich Augsburský
Svatý Oldřich Augsburský (též Ulrich či někdy také Udalryk, latinsky Udalricus, německy Ulrich von Augsburg; 890 Wittislingen, Švábsko – 4. července 973 Augsburg) byl od 28. prosince 923 až do své smrti v roce 973 augsburským biskupem. Katolickou církví je uctíván jako světec

## Život
Narodil se do rodiny hraběte Hucpalda, příbuzensky spjatého s císařskou dynastií Liudolfovců.
V sedmi letech vstoupil do benediktinského opatství svatého Havla, kde získával vzdělání. Roku 906 se odebral do Augsburgu, kde působil pod ochranou biskupa. Stal se komorníkem augsburských biskupů, a později sám přijal kněžské svěcení.
Východofránský král Jindřich I. Ptáčník ho roku 923 jmenoval biskupem augsburské diecéze. Konsekraci přijal 28. prosince téhož roku. V době nájezdů Maďarů velel obraně Augsburku. Poté pomáhal budovat církev a organizoval synody místního duchovenstva.
Zemřel po padesáti letech biskupské služby.

## Svatořečení
Dne 4. července 993 jej papež Jan XV. prohlásil za svatého. Je zřejmě prvním světcem oficiálně kanonizovaným papežem.

## Odkazy

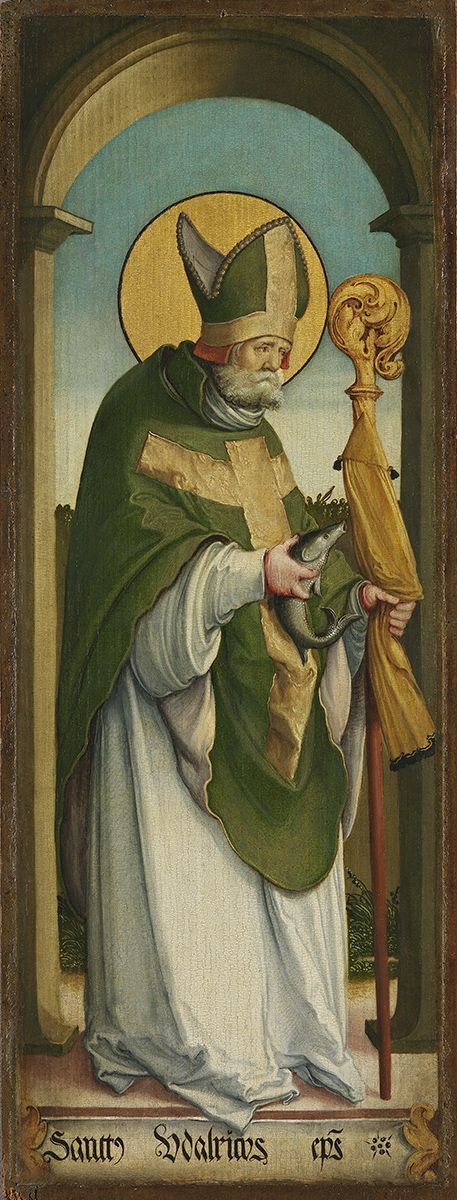
Obraz sv. Oldřicha